# Scrap Mechanic
A Scrap Mechanic az Axolot Games által 2016. január 20-án kiadott sandbox mechanikus videójáték. A játékban a játékos felfedezheti a mechanikus szerkezetek működésének elveit, valamint kihasználhatja a sandbox világ végtelen lehetőségeit. Forgalmazza a Steam.

## Játékmódok

### Túlélő
A játékosok egy lezuhant űrhajó helyén kezdik a játékot, nagyon kevés eszközzel, tárggyal. Ételeket kell keresniük a túlélés érdekében. Az űrhajóban van egy úgynevezett Craftbot, korlátozott funkcionalitással, elsősorban arra összpontosítva, hogy a játékosok egy egyszerű autót építhessenek a világ felfedezéséhez.
A játék második fő helyszíne a szerelő állomás, ahol a legbonyolultabb barkácsolások a többi barkács állomással elvégezhető: a nagy Craftbot; a Dressbot ruhák készítéséhez; a Refinebot nyersanyagok finomítására; és a Cookbot, a nyers ételek receptekké történő kombinálásához. A legolcsóbb bot (vagy gép) a gyűjtő, amelyet alapanyag rúd gyűjtésére és finomítókhoz továbbítására használható. Más helyszínek között vannak olyan romos építmények, mint a siló negyed vagy a romváros, tele ellenséges robotokkal, ládákkal; a kereskedőnél eszközöket, és magokat lehet megvásárolni, valamint raktárak, nagy épületek, amelyek emeletein ládák találhatók, amelyek tapebotokkal vannak tele.
A világ különféle robotokkal van tele, amelyek megtámadják a játékosokat. Ezek a következők: Totebotok, akinek a fejével zenét lehet készíteni, és elrettentheti a többi totebotot; Haybotok, akik szurokkal és fémhulladékkal rendelkeznek (amelyeket tört fémmé lehet finomítani); Tapebotok, akik őrzik a raktárakat, és lövöldözik a betolakodókat (némelyik robbanásveszélyes); a nagy Farmbot, aki rovarirtó fegyvert és egy nagy kaszát lenget. Náluk vannak a kulcsok a raktárakhoz is.
A játékosok találhatnak gazdákat is, akikkel különleges tárgyakkal, például fegyverekkel, ruhadobozokkal, magvakkal és munícióval vagy akár járműrészekkel is kereskedhetnek. A gazda elfogadja pénznemként a gyümölcs- és zöldségládákat, valamint a ketrecben tartott gazdákat, amelyek megtalálhatók az égett és őszi erdők kempingjeiben.
A túlélési mód számos exkluzív alkatrészt tartalmaz, például vákuumszivattyúkat, ládákat, jelzőfényeket és ragyogótáblákat.

### Kreatív
Kreatív módban a játékosok teljes hozzáférést kapnak a játék összes elemének korlátlan készletéhez, lehetővé téve különféle épületek, járművek és gépek létrehozását, amelyek működéséhez nem szükséges energia vagy üzemanyag. Nincsenek ellenségek és állatok, és a játékosok sem sérülhetnek meg, nem halhatnak meg. A kreatív módban nincsenek kézműves állomások, ami azt jelenti, hogy egyes elemeket nem lehet elkészíteni. Az alkotások menthetők és megoszthatók a Steam műhelyen keresztül.

### Kihívás
Ebben a módban a játékosoknak 40, egyre nehezedő szintet kell megpróbálniuk teljesíteni egy jármű építésével vagy javításával egy ládában elhelyezett kapott anyagok felhasználásával. Kihívásépítő is rendelkezésre áll. A szintekre a Steam műhelyben lehet feliratkozni.

## Történet
Épp egy bolygó felé tartasz, és hamarosan leszállsz az űrhajóddal, amelyben tartózkodsz. Röviddel a leszállás előtt az űrhajódat a mezőgazdasági robotok lelőtték és lezuhant, és égő fákkal körülvett lyukat hoznak létre. Szerencsés túlélője vagy a csapatodnak, és rohansz mindent kijavítani. Később megtudod, hogy a bolygón lévő robotok abbahagyták azt, amit kellene nekik csinálni, és gonoszok lettek. Ezután megpróbálsz túlélni és megvédeni magad. 

## Interaktív mechanikus elemek
A legtöbb interaktív elem 1-től 5-ös szintezésű. Fejleszteni component kit-ekkel lehet. Túlélő módtól elérhető, addig csak 1 szintű fejlettségük van.
- Controller (forgatási vezérlő): Ezen építőelem segítségével a csapágyaknak a forgási sebességét, irányát és mértékét is meg lehet határozni, illetve dugattyúk (piston) hosszát is lehet szabályozni.
- Logic Gate (Logikai kapu): A kapu segítségével feltételeket adhatunk meg. Ha mondjuk több bemenet (kapcsoló) van, a Logikai Kapu segítségével meg tudjuk határozni, hogy milyen esetben adjon jelet. Ha egy feltétel teljesül, a Logikau Kapu felvillan, ezáltal jelet adva a kimenet(ek)nek. 6 módja van: AND (ÉS), OR (VAGY), XOR (KIZÁRÓ VAGY), és ezeknek az inverze. Az üzemeltetéséről a jelölt lapban olvashatunk.
- Bearing (csapágy): A csapágyak akár motor, akár vezetőülés (Driver Seat), akár Rotation Controller által vezérelhető csapágyak. Felhasználás például: kerekek forgatása.
- Gas Engine vagy Electric Engine (gáz- vagy elektromos motor): A motorok használatával csapágyakat hajthatunk meg. Gázmotor: Fixált sebességű erős motor. Villanymotor: Fixált sebességű finom motor.
- Driver Seat (vezetőülés): Az ülés segítségével gyorsan kezelhetsz gombokat, motort vagy sugárhajtóművet irányíthatsz vagy kerékorientációs csapágyakat vezérelhetsz.
- Timer (időzítő):  Az időzítő segítségével késleltetést tudunk létrehozni. Ha egy Logikai Kapu-feltétel teljesül és jelet ad az időzítőnek, ami a beállított időintervallum után továbbadja a jelet egy másik elemnek.
- Piston (dugattyú):  A dugattyú csak blokkokat tud fizikailag mozgatni. Ha más elemet szeretnél mozgatni, akkor nem mozdul, csak akkor, ha előtte egy blokkot is rátettél.
- Switch és Button (kapcsoló és gomb):  Ezek segítségével jelet lehet adni egy blokknak.
- Sensor (érzékelő):  Az érzékelő segítségével blokkokat, játékost vagy természetes struktúrákat lehet észlelni. Létezik egy beállítás, miszerint képes a szenzor csak egy színt érzékelni.
- Sport suspension és Off-road suspension (sport- és nyílt terepre való felfüggesztés): A felfüggesztés segítségével tompíthatsz zuhanásokat.
- Thruster (sugárhajtómű):  Ezt az elemet rakétaként is szokták emlegetni a gyorsítási mechanikája és képességei miatt.
- Radio (rádió):  A rádiók, meglepő módon bárhol vannak, ugyanazt az adást játsszák, egyszerre. Illetve, ha kellő ideig várunk, akkor meghallhatjuk a farmbotokat megszólalni, miszerint ők irányítják a rádiót, és a kedvenc zenéiet fogják játszani, újra és újra.
- Horn (duda):  Bemenetre kötve képes dudálni. Lehet állítani a hangmagasságát.
- Totebot Heads (hangdobozfejek): Képesek kiadni egy megadott hangot attól függően, hogy milyen fej szólal meg, és milyen módban (Retro / Dance) van. 4 fej van: Sípolás (zöld), Mély (kék), Dob (sárga), Synth (piros)
- Mountable Spudgun (felcsatolható krumpliágyú): Ez úgy funkcionál, mint egy rendes, kézi krumpliágyú, csak ezt hozzá lehet kötni gépezetekhez és egy ciklus jellel (Logic Gate:AND-AND-NAND) akár folyamatosan is tud lőni.
- Lights (lámpák):  Ezek fényt bocsátanak ki, hogy akár egy koromsötét helyen is tökéletesen láss.

## Eszközök
Az eszközök segítik az építkezést, a szörnyek legyőzését és az alapanyagok megszerzését.
- Lift: A lift segítségével el tudsz menteni, vagy éppen le tudsz hívni építményeket. De nem véletlenül lift a neve. A fel és le (alapbeállítás) gombokkal a lift hidraulikáját lehet irányítani, hogy megemeljen bármit. Az emelő csak egy határig tud emelni.
- Paint tool (festékszóró): A festékszóró segítségével a legtöbb elemet át lehet festeni. A Q gomb (alapbeállítás) lenyomásával válthatsz a színek között.
- Spudgun (kézi krumpliágyú): A krumpliágyú segítségével lehet krumplit lőni, amivel kapcsolókat állíthatsz át, gombokat nyomhatsz meg vagy Bombákat robbanthatsz.
  - Spudling gun (kézi sorozatlövő burgonyaágyú): Sorozatlövésre képes, de kisebb pontossággal.
  - Spud shotgun (burgonya sörétes puska): 2 db félbevágott krumplit lő ki.
- Sledge Hammer (kalapács): A kalapács segítségével nem merev elemeket üthetsz, amik ezáltal elmozdulhatnak, vagy bombákat robbanthatsz fel. Túlélő módban a kalapács az egyik legfontosabb eszközöd. Továbbá széttörheted, illetve szakíthatod az üveget, és a kartont.
- Connect tool (összekötő): Az összekötő segítségével a mechanikus elemek közt kapcsolatot hozhatsz létre, hogy a géped működjön.
- Weld tool(hegesztő): A hegesztő segítségével elemeket lehet egymáshoz csatolni, ezzel stabilizálva a tengelyekhez tartozó elemek indokolatlan, hibás elmozdulását.
- Handbook(kézikönyv): Előhívás: 'I' (Hátizsák), 'H' (Segítség). A kézikönyv tartalmaz több leírást szerkezetek építéséhez. Kezdőknek ajánlott.

## További információ (angol nyelven)
- Scrap Mechanic Steames oldala: https://store.steampowered.com/app/387990/Scrap_Mechanic/
- Scrap Mechanic hivatalos oldala: https://www.scrapmechanic.com/
- Scrap Mechanic Wiki: https://scrapmechanic.gamepedia.com/Scrap_Mechanic_Wiki